# Тустань (готель)
Туристичний комплекс «Дрогобич» (до 2009 року — «Тустань») — це п'ятиповерховий готель у самому центрі Дрогобича на Площі Тараса Шевченка. Збудований у 1980-х роках, є представником рідкісного модерністського напряму — регіоналізму.

## Номери
Сьогодні перші два поверхи готелю здаються під офіси, а на решті поверхів знаходиться 41 номер. Станом на 2017 рік у готелі налічувалося 10 одномісних (6 — стандарт, 1 — покращений, 3 — напівлюкс), 27 двомісних (8 — стандарт 9 — покращений, 10 — напівлюкс) номерів, а також 2 трьохмісні (стандарт та покращений) , 2 двокімнатні (всі люкс) номери.

## Опис
При вході готель зустрічає нас холом із рецепцією, хол пишно оздоблений мармуром, на стінах закріпленні панно різної величини, де зображуються панорами міста, його історія та побут місцевого населення. Між поверхами працювало два ліфти, але зараз вони не робочі. На кожному поверсі є хол із панорамним вікном, звідки, як і з балконів, відкривається красивий вид на центр міста.

## Історія

### Будівництво
Гіпотетично готель почали будувати в 1985 році, але деякі очевидці стверджують про 1983 рік. Він отримав незвичний архітектурний облік, що міксував основи радянської архітектурної школи зі місцевими архітектурними мотивами.

### Після відкриття
Відкрився ж готель у 1987 році, моментально ставши візитівкою міста — аж до кінця 90-х готель масово зображали на місцевих календарях та візитка. І не дивно, адже окрім власного незвичного виду, він асоціювався із достатком та впливом. Номера в готелі були стабільно забиті гостями всереспубліканського та всесоюзного масштабу — від футболістів до обласних, республіканських та союзних комісій.
Занепад готелю імовірно розпочався ще з 90-х, але свого апогею набув у 2000-х. Через функцію готелю як гостинної для передових гостей міста, його не виставляли на приватизацію, зберігаючи у власності міської ради. Згодом, коли гості все частіше почали обирати дорожче, але комфортніше поживання у Трускавці, частину приміщень було здано в оренду, щоб хоч якось відбити витрати.
У 2009 році готель змінив юридичну особу з КП «Готель ”Тустань”» на КП «Туристичний комплекс “Дрогобич”».
З початком АТО в 2014 році готель почав приймати переселенців із Донецької та Луганської областей.
У 2017 році до Дрогобича приїхала знімальна група телешоу «Ревізор», яка зняла репортаж про стан готелю. Ганьба, яка пролунала на всю країну, спричинив масштабні кадрові зміни в управлінні КП "Туристичний комплекс «Дрогобич». Після цього ситуація у готелі поступово почала покращуватися, а в 2019 році вже відкрили першу чергу повністю відремонтованих готельних номерів.

## Галерея

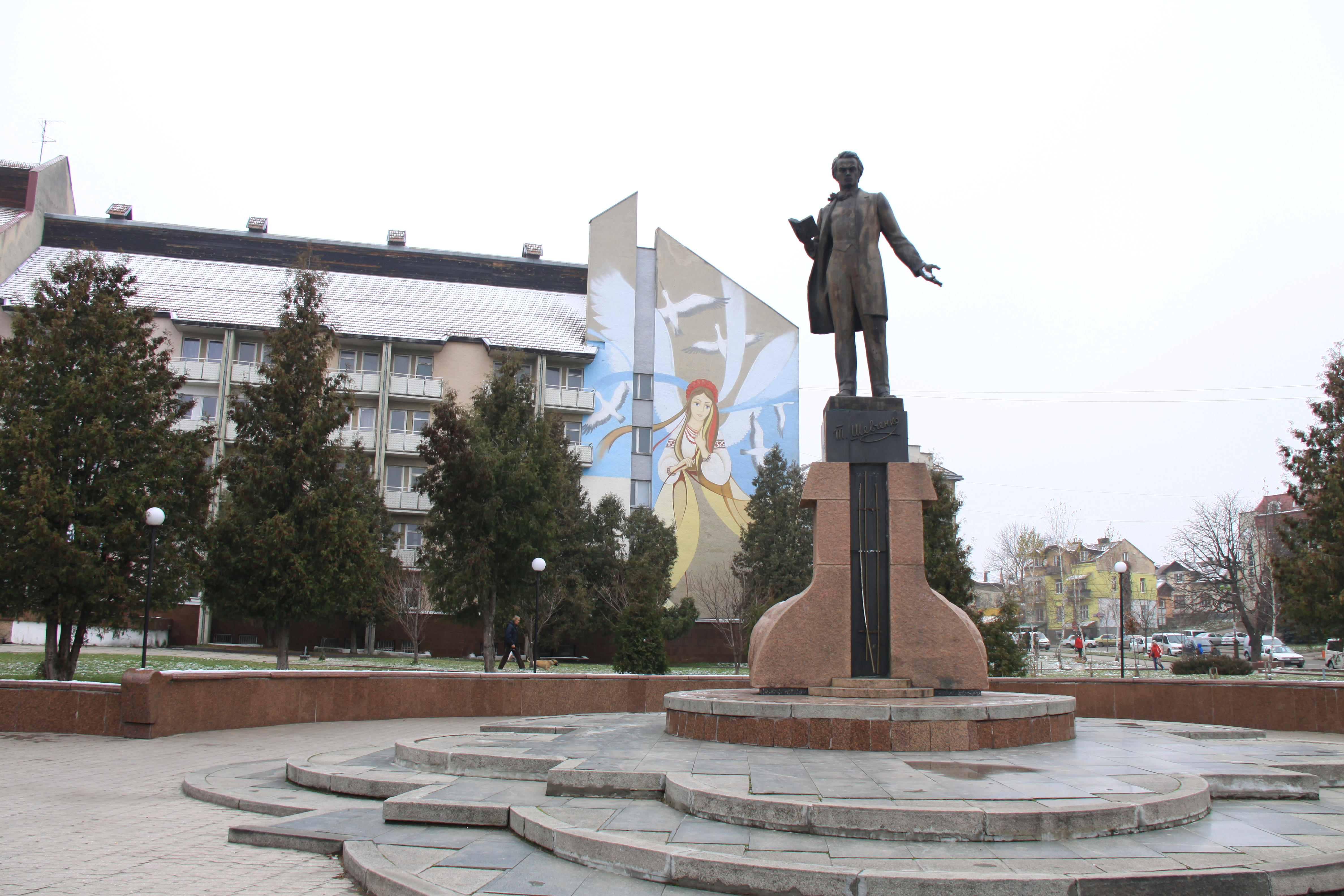